# Audioverstärker

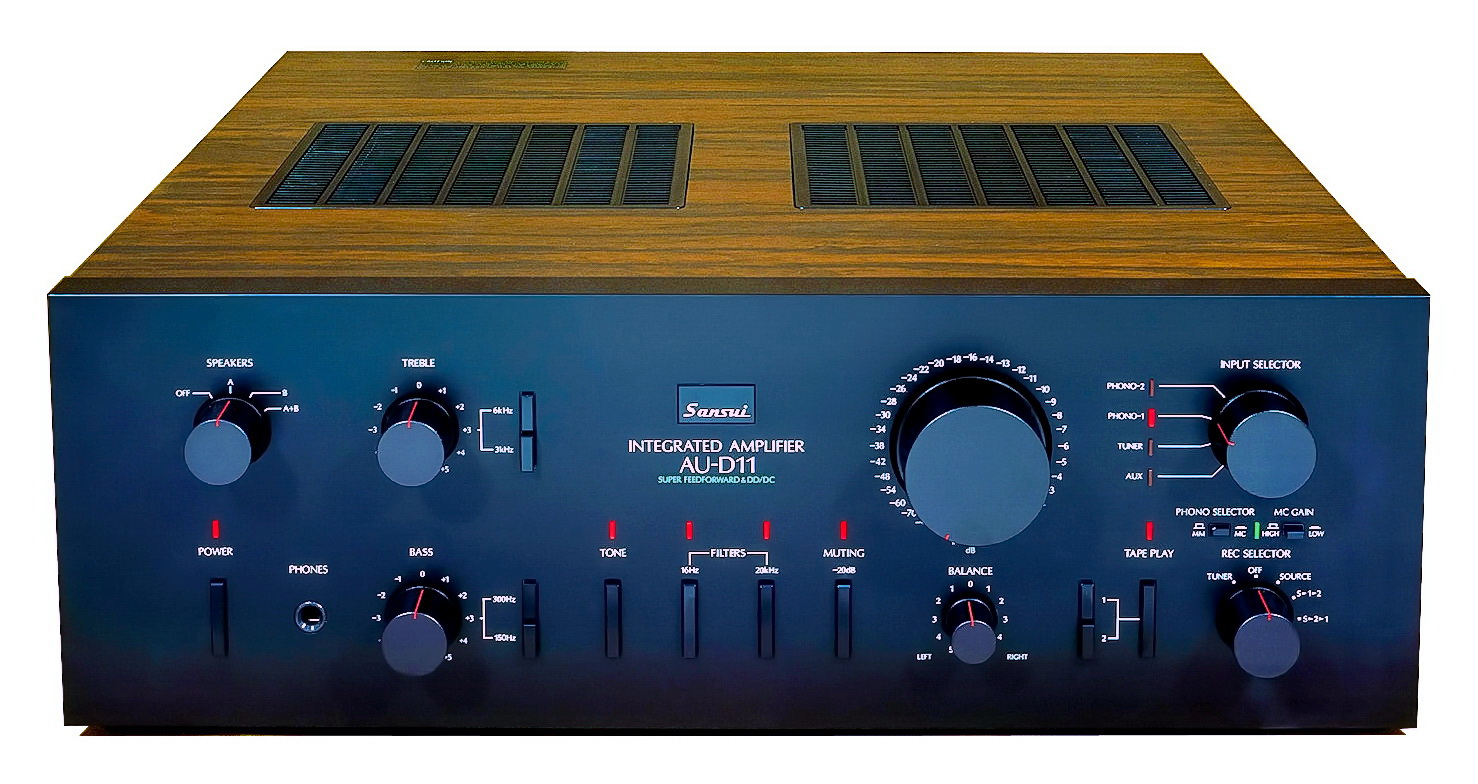
Ein klassischer Audioverstärker (Stereo-Vollverstärker) bietet meist eine Reihe von analogen Cinch-Anschlüssen für Quellgeräte wie Tuner, CD-Spieler und Plattenspieler, sowie eine Klangregelung für Bass und Höhen. Diesen Gerätetyp gibt es seit etwa den 1960er Jahren mit weitgehend gleichem Funktionsumfang und Bedienung.

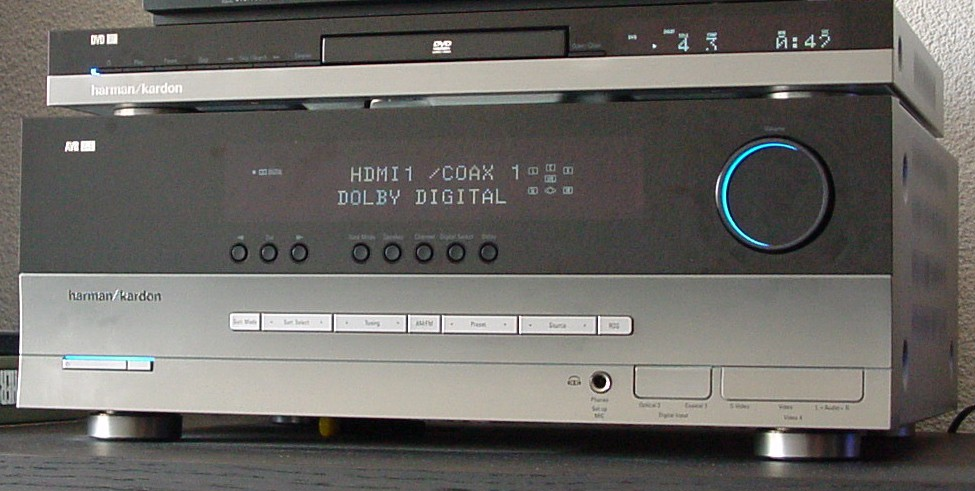
Moderne AV-Receiver sind ihrem Wesen nach vor allem Audioverstärker, die eine Vielzahl an Zusatzfunktionen für die Wiedergabe von Raumklang-Mehrkanalton bei Fernsehen und Video haben.

Ein Audioverstärker oder Tonverstärker ist ein breitbandiger und möglichst verzerrungsarmer Verstärker für Wechselspannungen im hörbaren Niederfrequenz-Bereich von 20 Hz bis 20.000 Hz oder höher. Audioverstärker enthalten eine elektronische Schaltung, die kleine Audiosignale wie die eines Schallplattenspielers, Tuners, MP3- oder CD-Spielers verstärkt, um diese mit größerer Leistung mit meistens stufenlos einstellbarer Lautstärke über einen oder mehrere Lautsprecher wiedergeben zu können.
Audioverstärker sind eine der Haupt- bzw. Standardkomponenten jedes elektronischen Systems zur akustischen Wiedergabe von Tonsignalen wie Musik oder Sprache. Sie finden sich unter anderem in Stereoanlagen, Heimkino- bzw. Raumklanganlagen, Fernsehgeräten, Smart Speakern, Autoradios und Smartphones sowie in professionellen PA-Anlagen.

## Grundlagen
Audioverstärker sind Leistungsverstärker. Sie sind Bestandteil einer elektrischen Übertragungskette, an deren Anfang und Ende ein umgesetztes Schallereignis steht. Die Signalquellen (z. B. ein Instrument mit Mikrofon oder eine Tonaufnahme) liefern meist relativ kleine Spannungen mit großem Innenwiderstand, während die Lautsprecher mit 4 oder 8 Ohm eine sehr niederohmige Last darstellen. Daher verstärken Audioverstärker zunächst die Eingangsspannung, bevor eventuelle Frequenzgangkorrekturen (z. B. per Klangregler) vorgenommen werden und die Lautstärke eingestellt wird. Bei der anschließenden Leistungsverstärkung ({\displaystyle 1\ W=1\ V\cdot 1\ A}) wird vorwiegend der Strom verstärkt, um die niedrige Impedanz der Last (Lautsprecher) treiben zu können.
Ein Audio-Verstärker kann als elektrischer Vierpol betrachtet werden, dessen Ausgangsspannung Ua größer als die Eingangsspannung Ue (Eingangssignal, zu unterscheiden von der Betriebsspannung) ist. Eine Betriebsspannungsquelle (Netzteil oder Batterie) stellt die Energie zur Verfügung.
Zwischen Aus- und Eingangsspannung (Pegel und Momentanwert) besteht meistens ein linearer Zusammenhang. Die Spannungsverstärkung {\displaystyle V} beschreibt das Verhältnis zwischen Ein- und Ausgangsspannung.
{\displaystyle V={\frac {U_{\mathrm {a} }}{U_{\mathrm {e} }}}}
In der Regel wird die Verstärkung aber als Verstärkungsmaß, also mit der Einheit Bel, angegeben.
Da die Werte in Bel zu klein wären, wird das Verstärkungsmaß mit "10" multipliziert, und der Wert in Dezibel angegeben.
{\displaystyle G=20\lg {\frac {U_{\mathrm {a} }}{U_{\mathrm {e} }}}\,}.
Hergeleitet aus:
{\displaystyle G=10\lg {\frac {U_{\mathrm {a} }^{2}\,R}{U_{\mathrm {e} }^{2}\,R}}\,}.
Obwohl ein Audioverstärker die Lautstärke eines Schallereignisses verstärkt, arbeitet dieser nur mit elektrischen Signalen. Das eingehende Schallereignis (z. B. Musik von einem CD-Player) ist ein kleines elektrisches Signal, welches verstärkt auf die (Passiv-)Lautsprecher gegeben wird. In gewisser Hinsicht kann die elektrische Verstärkung also mit der Verstärkung der Lautstärke verglichen werden (nichtlineare Bestandteile).

## Gliederung

### Nach Funktion

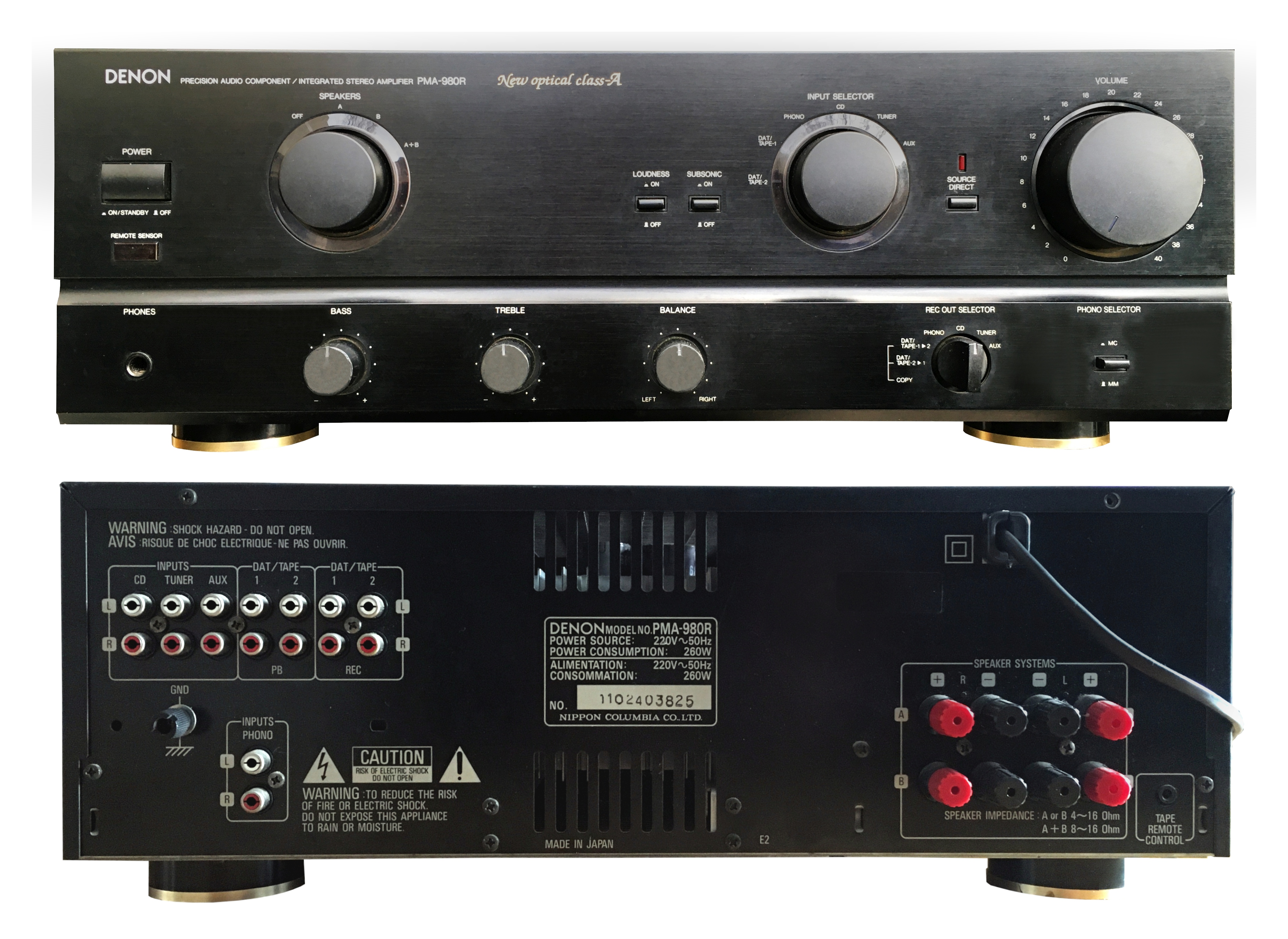
Vorder- und Rückansicht eines typischen Stereo-Vollverstärkers für den Heimgebrauch. Auf der Rückseite befinden sich links die Eingänge CD, Tuner, Aux, für zwei Wiedergabe- (PB) bzw. Aufnahme-geräte (REC) wie Kassettendecks oder DAT-Rekorder sowie darunter einen Eingang auf einen Phono Vorverstärker. Ganz rechts sind die Kabelklemmen für die Lautsprecher angebracht.

Audioverstärker können nach ihrer Funktion in einer elektroakustischen Übertragungskette unterschieden werden:
- Vollverstärker (englisch integrated amplifier) sind die „klassischen“ und meistverbreiteten Verstärker in Stereoanlagen für den Privatgebrauch. Sie vereinen in einem Gerät einen Vorverstärker mit Eingangswahlschalter(n) für verschiedene Audioquellen, eine Lautstärkeregelung, meist eine Balanceregelung sowie eine Klangregelung für Bässe und Höhen und zudem den Endverstärker zur Bereitstellung der Leistung für die Lautsprecherboxen. Inzwischen besitzen die meisten Vollverstärker Eingänge für digitale Audiodaten und somit einen Digital-Analog-Wandler.
- Ein Receiver vereint als Kombigerät alle Funktionen des oben beschriebenen Vollverstärkers mit einem Radio-Empfänger (Tuner). Mittlerweile werden mehr Receiver als Vollverstärker produziert.
- Vorverstärker bereiten ein sehr kleines Eingangssignal so auf, dass dessen Weiterverarbeitung (siehe Punkt Vollverstärker) oder Fortleitung aufgrund eines höheren Spannungspegels und/oder einer günstigeren Ausgangsimpedanz vereinfacht oder erst möglich wird.
- Leistungsverstärker oder Endverstärker (teilweise umgangssprachlich Endstufe) sind Verstärker, die oft einen relativ hohen Eingangspegel zur Aussteuerung benötigen und ihrerseits keine oder wenige Steuerglieder besitzen. Sie stellen mit möglichst niedriger Ausgangsimpedanz die Spannung für Lautsprecher, Schneidapparaturen (für die Schallplattenaufzeichnung) oder den Modulationsweg (für Sender) bereit.
- Verzerrer/Entzerrer sind Verstärker mit gezielten Abweichungen vom linearen Frequenzgang (z. B. Emphasis, also Preemphasis und Deemphasis, RIAA-Entzerrer) oder der Linearität (Verzerrer). Dies ist Standard bei Vorverstärkern für die Signale des Tonabnehmers eines analogen Schallplattenspielers (RIAA) sowie bei analogen Kassettenrekordern. Im Bereich der Musikinstrumente kann auch ein Effektgerät nichtlineare Verzerrungen erwünschterweise erzeugen.
- Mischpulte bestehen aus einer Anzahl von Vorverstärkern mit verstellbarer Verstärkung und verstellbarem Frequenzgang für mehrere Audiosignale, deren Ausgangssignale additiv zusammengeführt werden. Das Summensignal kann ebenfalls in seinem Pegel beeinflusst werden und dient zum Beispiel zur Speisung eines Endverstärkers oder eines Aufzeichnungsgerätes.
- Zwischenverstärker erhöhen einen durch Fortleitung abgesenkten Pegel oder dienen der Anpassung des Pegels oder der Impedanz zwischen verschiedenen Elementen der Übertragungskette.
- Steuerverstärker enthalten Steuerglieder, die den Pegel, den Frequenzgang, die Stereobalance usw. einstellen lassen oder regeln. Meistens sind diese funktionell mit dem Vorverstärker identisch.
- Schneidverstärker, Aufsprechverstärker, Modulationsverstärker u. Ä. sind das zwischenzeitliche Endglied einer Übertragungskette vor einer Aufzeichnung oder Aussendung. Je nach Erfordernis besitzen sie Eigenschaften von Endverstärkern (z. B. Modulationsverstärker in Mittelwellen-Sendern).

Weitere Formen sind z. B. der Mischverstärker.

### Nach Anwendungsgebieten

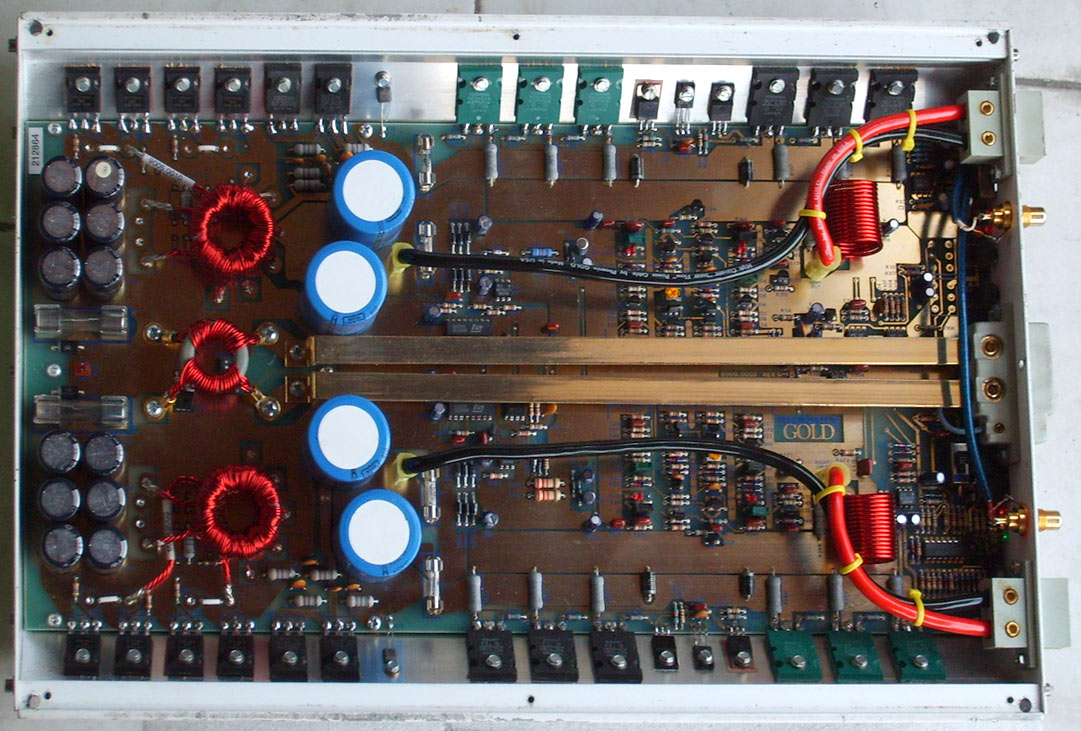
Innenansicht eines Endverstärkers für den Einsatz im Auto

#### Heimelektronik
Ziel ist die Wiedergabe von übertragenen oder gespeicherten Audiosignalen. Im Vordergrund stehen wirtschaftliche Herstellung, Design und häufig höchste Verzerrungsfreiheit. Audioverstärker für den Heimgebrauch besitzen wenige Einstellmöglichkeiten, zum Beispiel Quellenwahl, Lautstärke, Balance, Frequenzgang.

#### Studiotechnik
Bei Tonstudios stehen Betriebssicherheit, Dauerhaftigkeit, generelle Robustheit, Unempfindlichkeit gegen elektrische und magnetische Einstreuungen, Rauscharmut, geringe Verzerrungen, eine große Übertragungsbandbreite und Impulstreue im Vordergrund. Weiterhin sind gegenüber der Heimelektronik wesentlich umfangreichere Steuermöglichkeiten üblich.

#### Modulationsverstärker
Zur Aussendung von Audiosignalen als elektromagnetische Welle werden Hochfrequenzsender verwendet, denen das zu sendende Signal aufmoduliert werden muss. Hierfür werden Modulationsverstärker verwendet, welche die Spannung des Audiosignals so verstärken, dass sie bei Amplitudenmodulation den Hochfrequenzpegel des Senders im Signaltakt beeinflussen können. Oft erfolgt diese Modulation gegen Ende des Hochfrequenzsignales, sodass erhebliche Leistungen erforderlich sein können. Modulationsverstärker sind zuverlässig, verzerrungsarm, gegen elektrische Einstreuungen geschützt und besitzen eine definierte Bandbreite.

#### Verstärker für Musiker und Bühne

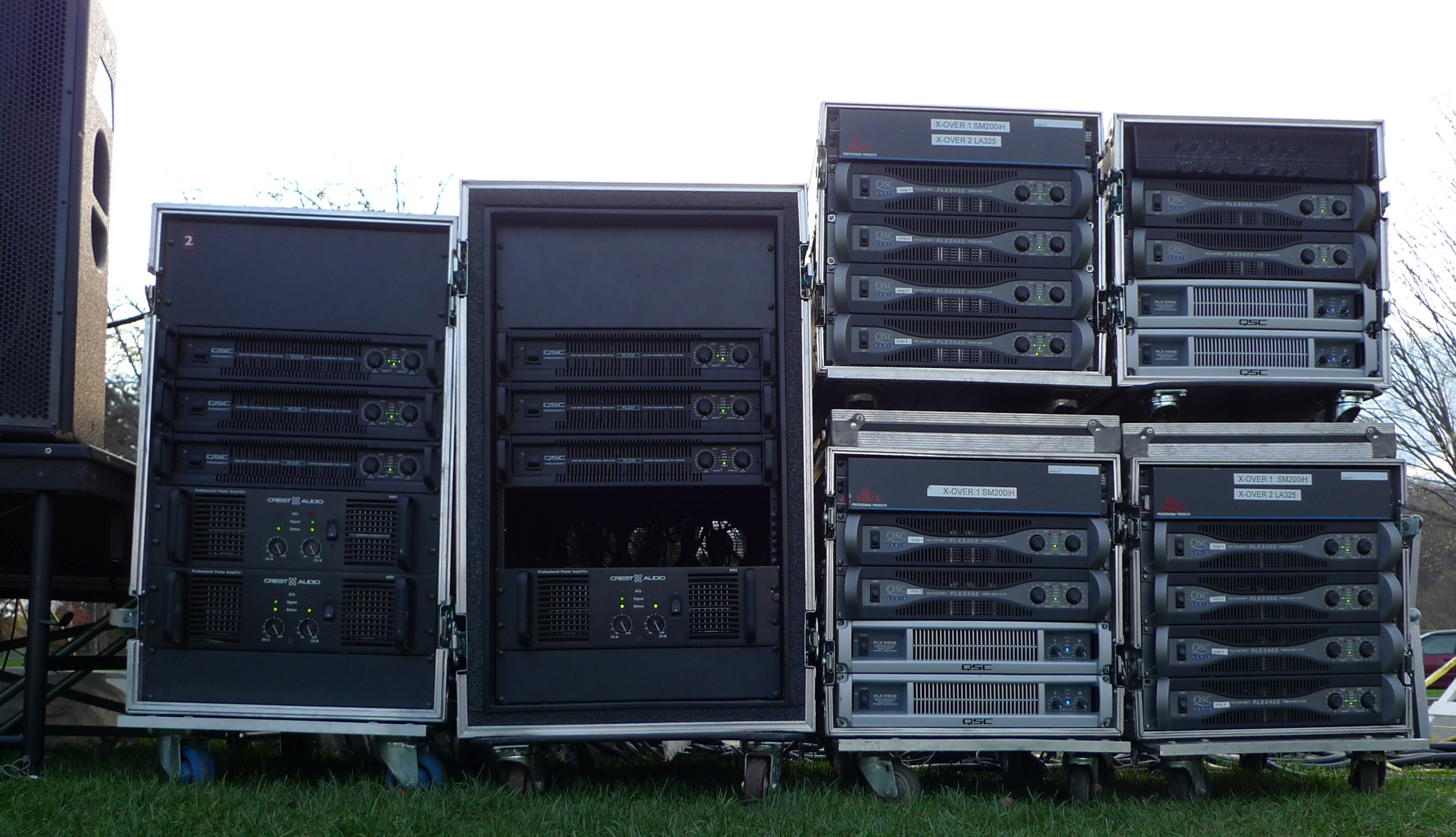
Rollbare Schränke (Racks) mit übereinander gestapelten leistungsstarken Endverstärkern bei einem Musikfestival

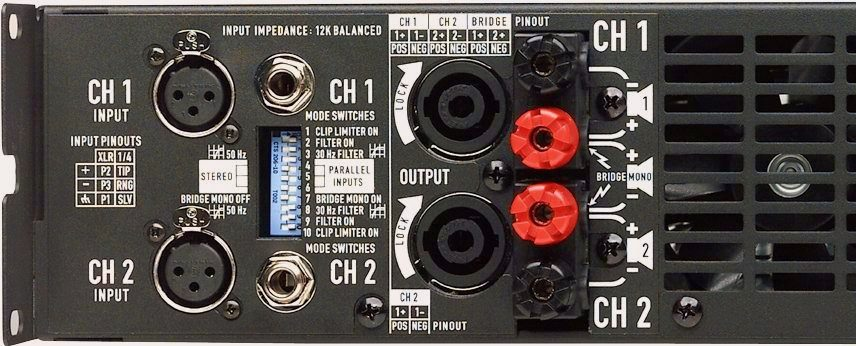
Anschlüsse einer PA-Endstufe von QSC (wie im obigen Bild unten rechts) mit 2 × 700 Watt (4 Ohm). Statt der Cinch-Eingänge eines HiFi-Verstärkers werden XLR- und Klinken-Eingänge verwendet, als Lautsprecherausgänge Speakon-Buchsen (mittig) oder Schraubklemmen.

Bei Musikern kommen Audioverstärker zum Einsatz, um den Schall der Musikinstrumente zu verstärken. Sie haben oft charakteristische Besonderheiten (z. B. Gitarrenverstärker, teilweise als Röhrenverstärker) oder sind Teil einer Rückkopplungsschleife, die den ursprünglichen Klang des Instrumentes gezielt verändert. Solche Verstärker sind statt an ein Mikrofon oft an einen Tonabnehmer angeschlossen. Sie müssen durch den häufigen Transport hohe Belastungen aushalten.
Monitorverstärker sind häufig in Monitorboxen integriert (Aktivboxen). Musiker benötigen solche Lautsprecherboxen bei Auftritten, um sich selbst zu hören. Teilweise sind Monitorverstärker auch in Mischpulte integriert – sie besitzen eine geringere Leistung als die eigentlichen Endverstärker.
Endverstärker für große Bühnen und Diskotheken wandeln oft elektrische Leistungen im Kilowattbereich (ca. 1…6 kW). Es sind Transistor- oder MOSFETverstärker in Gegentakt- oder Vollbrücken-Schaltung (siehe Verstärker (Elektrotechnik)). Um bei hohem Strom den Spannungsabfall in den Endtransistoren zu reduzieren (proportional zur Verlustleistung), hat man sogenannte Klasse G oder -H Verstärker entwickelt (klassische AB-Verstärker mit gestockter Betriebsspannung bzw. Längsvorregler in den Betriebsspannungszweigen) und damit einen Wirkungsgrad von bis zu 80 % erreicht. Auch Klasse-D-Verstärker setzen sich im PA-Bereich langsam durch, obwohl eine weitere Wirkungsgradverbesserung durch den D-Betrieb mit Nachteilen verbunden ist, die hauptsächlich in der Störaussendung, Intermodulationsverzerrungen und in Schaltverlusten der Treiberstufe liegen.

#### Kommunikation/Beschallung
Die Übertragung menschlicher Sprache erfordert nur einen eingeschränkten Übertragungsbereich (z. B. 160 Hz bis 5 kHz). Dieses betrifft z. B. den Bündel- und den Zellularfunk und die drahtgebundene Telefonie. Zur Speisung mehrerer verteilter Lautsprecher in elektroakustischen Anlagen (z. B. in einem gesamten Gebäude) werden die Ausgangssignale mit hoher Impedanz (z. B. 600 Ohm) oder hoher Spannung (z. B. 100 V) übertragen und bei jedem Lautsprecher heruntertransformiert.

### Nach Schaltungsart

#### Eintaktverstärker
Diese Schaltung hat die längste Geschichte. Es wird nur eine Betriebsspannung verwendet sowie nur ein aktives Bauteil in der Endstufe benötigt. Geringe bis mittlere Gegenkopplungsfaktoren sind üblich, daher ist eine geringe oder mittlere Anzahl von Verstärkerstufen nötig. Besteht die Notwendigkeit symmetrischer Ein- bzw. Ausgänge, werden diese mit speziellen Transformatoren symmetriert oder entsymmetriert. Als Endverstärker sind sie bei höheren Leistungen nur als Röhrenverstärker bekannt. Eintakt-Endverstärker haben einen geringen Wirkungsgrad – Merkmal ist der ständig fließende Speisestrom in Höhe des mittleren Laststromes. Sie werden auch als A-Endstufe bezeichnet.

#### Gegentaktverstärker
Dieser Aufbau ist charakteristisch für Verstärker in Halbleitertechnik, es werden jedoch auch Gegentakt-Röhrenverstärker gebaut. Verschiedene Topologien benutzen entweder
- eine Betriebsspannung mit einem symmetrischen Ausgangsübertrager (Röhrentechnik, frühe Transistorverstärker) oder einem Ausgangs-Koppelkondensator (moderne Transistorendstufen)
- zwei Betriebsspannungsquellen mit gegensätzlicher Polarität (nur bei Transistorverstärkern möglich) Hierbei kann der Ausgangs-Koppelkondensator entfallen.

Bei modernen Transistor-Leistungsverstärkern werden zahlreiche Verstärkerstufen verwendet, die zumeist als Differenzverstärker aufgebaut und direkt (galvanisch) gekoppelt sind. Die hohe Verstärkung der offenen Schleife erlaubt eine starke, stabilisierende und linearisierende Gegenkopplung. Unsymmetrische und symmetrische Ein- und Ausgänge können mit galvanischer Kopplung realisiert werden, so dass eine untere Grenzfrequenz von 0 Hz möglich ist (siehe Gegentakt-Endstufe). Gegentaktverstärker besitzen einen höheren Wirkungsgrad als Eintaktverstärker.
Man unterscheidet Gegentakt-AB- und Gegentakt-B-Endstufen, die sich durch einen bei AB signifikanten Ruhestrom unterscheiden. Ein geringer Ruhestrom ist hinsichtlich des Erreichens geringer Übernahmeverzerrungen (Sinusabweichung beim Wechsel des Stromflusses von dem einen zum gegenüberliegenden Endstufentransistor) problematischer.

#### Schaltverstärker
Immer häufiger werden aufgrund des hohen Wirkungsgrades (kleine Bauweise) Schaltverstärker gebaut. Sie werden auch als Klasse-D-Verstärker oder etwas unzutreffend als Digitalendstufe bezeichnet und erzeugen das Nutzsignal mittels pulsweitenmodulierten Rechtecksignalen und nachfolgender Filterung mittels eines LC-Tiefpasses.

### Nach aktiven Bauelementen
Es werden Transistoren oder Elektronenröhren verwendet. Transistorverstärker werden häufig als monolithischer Integrierter Schaltkreis oder als Modul in Dickschichttechnik realisiert.

#### Transistorverstärker
Transistorverstärker haben durch ihren niedrigen Preis, ihre geringen Abmessungen, ihre Integrierbarkeit, die Möglichkeit, zwei unterschiedliche Polaritäten von Transistoren (npn, pnp, n-Kanal, p-Kanal) einsetzen zu können, den Betrieb mit vergleichsweise geringen Betriebsspannungen und den Entfall aufwändiger Hilfsspannungsquellen einen weiten Einsatzbereich erlangt. Es kommen Bipolartransistoren und Feldeffekttransistoren zum Einsatz. Häufig werden beide Transistorarten kombiniert.

##### Integrierte Schaltkreise
Speziell für Audioanwendungen ausgelegte monolithische integrierte Schaltkreise finden sich insbesondere in Endstufen von wenigen Watt bis etwa 100 Watt Ausgangsleistung. Bei höheren Leistungen sind sie auf einen Kupfer-Kühlflansch montiert. Mit ihnen lassen sich gegenüber diskret aufgebauten Endverstärkern hohe Stabilität des Arbeitspunktes und eine drastische Reduzierung des Bauteilaufwandes erreichen. Die Leistungs-IC beinhalten meistens Schutzschaltungen gegen Überhitzung und Kurzschluss. Sie werden oft zweikanalig gefertigt, um sie als Stereoverstärker oder Brückenverstärker verwenden zu können. Für niedrige Ausgangspegel (Vorverstärker, Ohrhörer-Verstärker) werden auch rauscharme Operationsverstärker verwendet.

##### Hybrid-Schaltkreise
Hybrid-Endverstärker umfassen mehrere Transistor-Chips sowie passive Bauelemente auf einem Keramiksubstrat, das gleichzeitig zur Ableitung der Verlustwärme zu einer Kühlfläche dient.

#### Röhrenverstärker

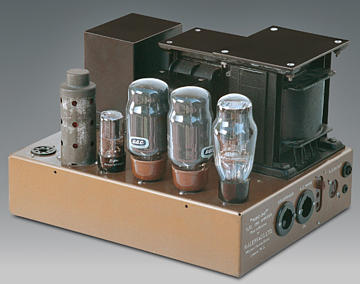
Audio-Röhrenverstärker

Aufgrund verschiedener Nachteile sind Elektronenröhren in Audioverstärkern heute meist durch Halbleiter ersetzt worden. Sie haben noch immer einige Bedeutung in Gitarrenverstärkern und High-Fidelity-Verstärkern der High-End-Klasse.
Aufgrund der spezifischen Vor- und Nachteile von Halbleiter- und Röhrenverstärker gibt es Kombinationen, sogenannte Hybride. Man verwendet z. B. aufwandsarme Röhrenvorstufen mit vergleichsweise niedriger Betriebsspannung und kombiniert diese mit Halbleiterendstufen.